# Euptychia enyo
Euptychia enyo är en fjärilsart som beskrevs av Butler 1866. Euptychia enyo ingår i släktet Euptychia och familjen praktfjärilar. Inga underarter finns listade i Catalogue of Life.